# Brain Training infernale del Dr. Kawashima: Sai mantenere la concentrazione?
Brain Training infernale del Dr. Kawashima: Sai mantenere la concentrazione? (東北大学加齢医学研究所 川島隆太教授監修 ものすごく脳を鍛える5分間の鬼トレーニング?, Tōhōku Daigaku Kareīgakukenkyūjo Kawashima Ryūta Kyōju Kanshū: Monosugoku Nō o Kitaeru Go Funkun no Oni Torēningu, Tough 5-Minute Brain Training con Training Demoniaco del Professor Ryuta Kawashima, Supervisore dell'Institute of Development, Aging and Cancer dell'Università di Tohoku) è un videogioco educativo sviluppato nel 2012 per Nintendo 3DS.
Nel 2013 è stata annunciata la distribuzione in Europa e in America settentrionale, dove è stato pubblicato con il titolo Brain Age: Concentration Training.